# Sneeuwwitje (schimmel)
Het sneeuwwitje (Coprinopsis bellula, basioniem: Coprinus bellulus) is een paddenstoel uit de familie Psathyrellaceae. Het leeft saprotroof op de grond, in gazons en onder struiken, dikwijls op pure klei; soms tussen houtresten op de grond.

## Kenmerken
De hoed heeft een diameter tot 2 cm. De lamellen zijn bruinzwart en de steel is wit.
De sporen meten 7,5-10,5 × 6-8 µm. De cheilocystidia en pleurocystidia ontbreken.

## Verspreiding
In Nederland komt het sneeuwwitje zeldzaam voor.